# Gau Hamburg
Il Gau Hamburg fu una divisione amministrativa della Germania nazista dal 1933 al 1945 nella città tedesca di Amburgo. Prima di allora, dal 1925 al 1933, fu la suddivisione regionale del partito nazista in quella zona.

## Storia
Il sistema di Gau (plurale Gaue) fu originariamente istituito in una conferenza del partito il 22 maggio 1926, al fine di migliorare l'amministrazione della struttura del partito. Dal 1933 in poi, dopo la presa del potere nazista, i Gaue sostituirono sempre più gli stati tedeschi come suddivisioni amministrative in Germania.
Alla testa di ogni Gau si trovava un Gauleiter, una posizione che divenne sempre più potente, soprattutto dopo lo scoppio della seconda guerra mondiale. I Gauleiter locali erano incaricati della propaganda e della sorveglianza e, dal settembre 1944 in poi, del Volkssturm e della difesa del Gau.
Nei primi anni dal 1925 al 1929 la posizione di Gauleiter ad Amburgo fu detenuta da Josef Klant, Albert Krebs e Hinrich Lohse prima che Karl Kaufmann assumesse la carica, mantenendola fino al 1945. Klant, il Gauleiter originario di Amburgo, ricoprì l'incarico solo per un breve periodo, si dimise e morì nel 1927. Lohse, che fu Gauleiter dello Schleswig-Holstein dal 1926 al 1945, fu anche, dal 1941 in poi, responsabile del Reichskommissariat Ostland dove fu responsabile dell'attuazione delle politiche di germanizzazione nazista costruite sulle fondamenta del Generalplan Ost: l'uccisione di quasi tutti gli ebrei, i rom e i comunisti e l'oppressione della popolazione locale sono stati i suoi corollari necessari. Nel 1948 fu condannato a dieci anni di carcere e nel 1951 fu rilasciato, essendo stata rifiutata l'estradizione dall'Unione Sovietica. Morì nel 1964. Krebs, Gauleiter dal 1926 al 1928, fu espulso dal partito nazista da Hitler nel 1932 e pubblicò la sua autobiografia dopo la guerra in cui criticò la leadership di Hitler. Kaufmann, il Gauleiter che rimase per più tempo in carica nel Gau Amburgo, finì in prigione dopo la guerra, ma fu rilasciato a causa di un infortunio. Coltivò il mito del "buon Gauleiter", sostenendo di aver salvato Amburgo da ulteriori distruzioni consegnandola agli Alleati negli ultimi giorni di guerra. Tentò anche di ritrarre Amburgo come una città liberale in epoca nazista, contrariamente al fatto che fu il primo Gauleiter a richiedere e ricevere il permesso per la deportazione della popolazione ebraica dopo i raid aerei alleati sulla città nel settembre 1941. Morì ad Amburgo nel 1969.
Il campo di concentramento di Neuengamme si trovava nel Gau di Amburgo. Dei 106.000 prigionieri che furono inviati al campo, 55.000 morirono.

## Gauleiter
I Gauleiter del Gau Amburgoː
- Josef Klant - dal 22 marzo 1925 a ottobre 1926.
- Albert Krebs - da novembre 1926 al 3 settembre 1928.
- Hinrich Lohse - dal 3 settembre 1928 al 14 aprile 1929.
- Karl Kaufmann - dal 15 aprile 1929  al 3 aprile 1945.